# Wasserturm (Mönchsberg)

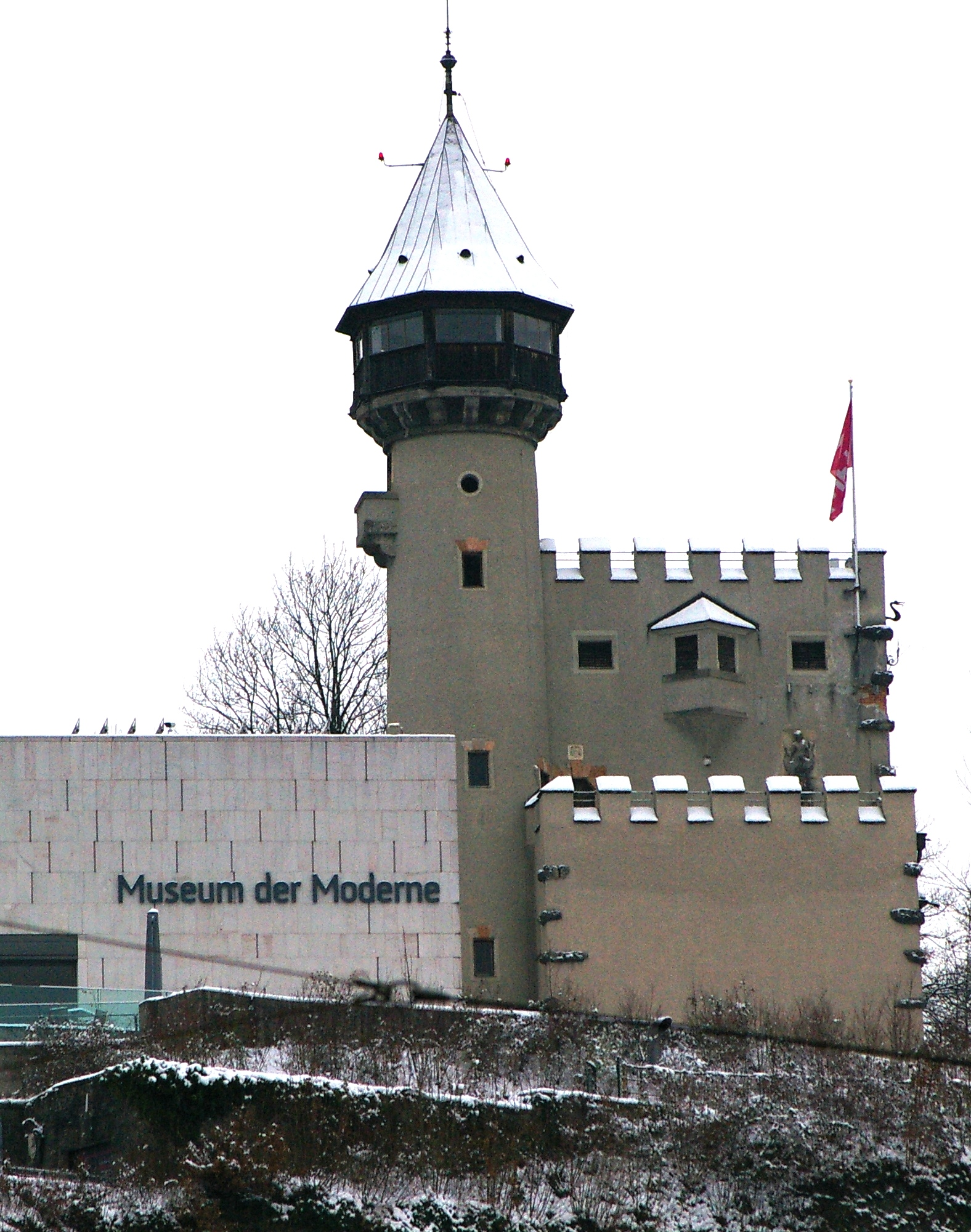
Turnul de apă lângă Muzeul de Artă Modernă din Salzburg

Turnul de apă de pe Mönchsberg (în germană Wasserturm) a fost construit în anii 1891-1892 de către arhitectul Karl Demel, în numele bancherilor Leitner, care au achiziționat Castelul Mönchstein.
Bancherul Karl Leitner a construit un lift electric pe Mönchsberg. În plus, el a construit un turn de apă în forma unui castel. Acesta trebui să furnizeze apă în casele pe care el ar fi vrut să le construiască de-a lungul versantului estic al Mönchsberg. De fapt, el a construit o conductă de apă din Gaisberg care ar fi trebuit să asigure presiunea corespunzătoare a apei. Chiar și astăzi, turnul adăpostește un rezervor de apă de mici dimensiuni. De asemenea, el ar fi trebuit să servească drept loc de belvedere pentru cei care ar fi urcat pe munte. Leitner dorea să construiască o stradă pe Mönchsberg care să ajungă până la Müllner Schanze, dar zona rezidențială planificată nu a fost niciodată executată. 
În timpul cât a funcționat Café Winkler pe Mönchsberg, turnul de apă a servit ca o clădire pentru personal. Astăzi, el este inclus în Muzeul de Artă Modernă de pe Mönchsberg. Încăperile sunt planificate pentru învățământul de artă al copiilor și adolescenților. Pe fațadele sale exterioare sunt montate lumini puternice cu care poate fi luminat Castelul Hohensalzburg.
Alături de turn este o clădire greu de definit, casa unde se afla transmițătorul stației  Radio-Verkehrs-AG (RAVAG) pentru emiterea semnalului primei companii de radio de la Salzburg din 1930. Din această stație a fost înregistrat și transmis pentru prima dată corul familiei Trapp. De aici a fost difuzat la 4 mai 1945 adresa radio a comandantului militar al orașului Salzburg, colonelul Hans Lepperdinger, care a predat voluntar orașul americanilor și, astfel, l-a salvat de la distrugere.

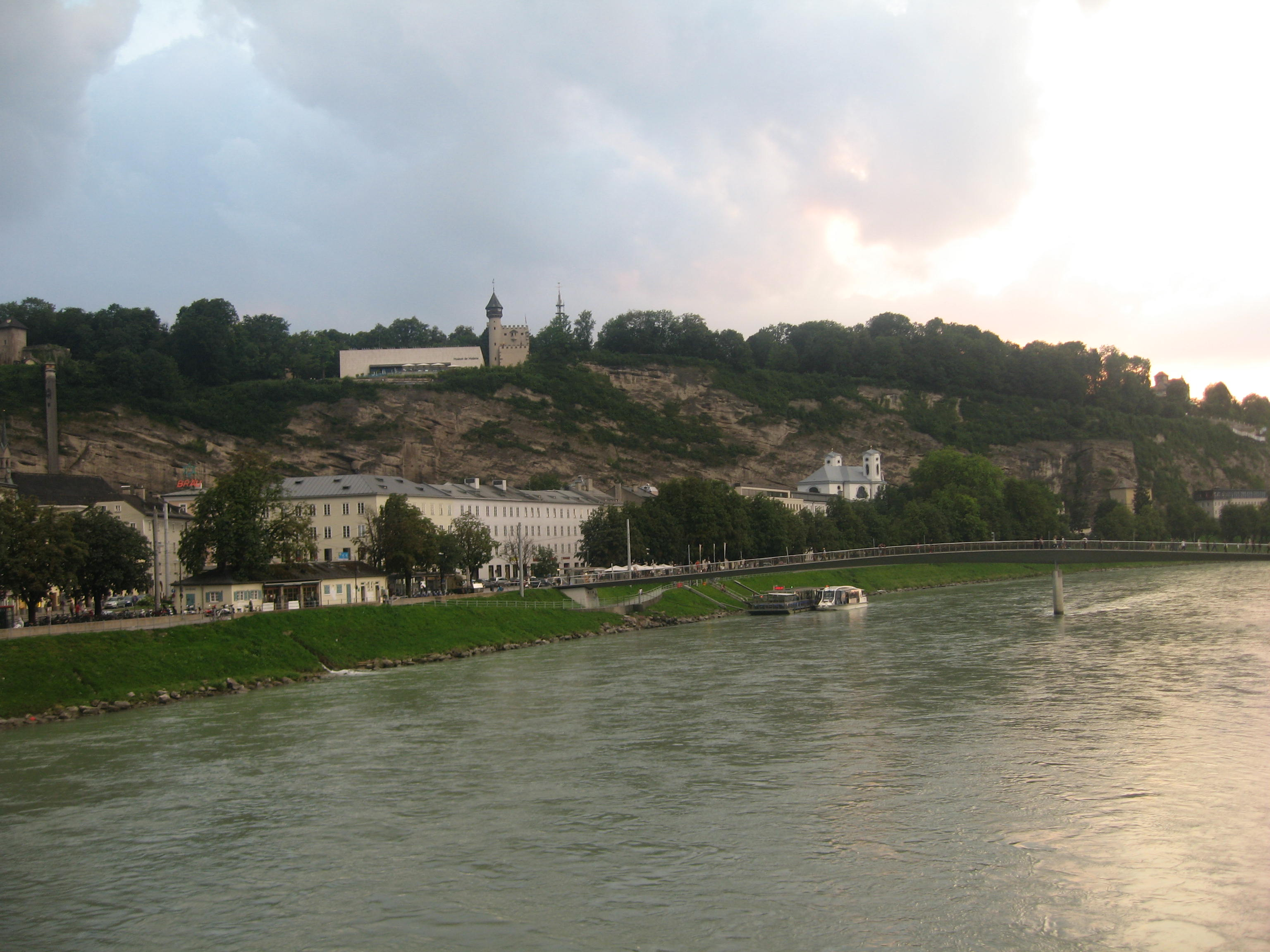
Turnul de apă văzut de pe malul râului Salzach
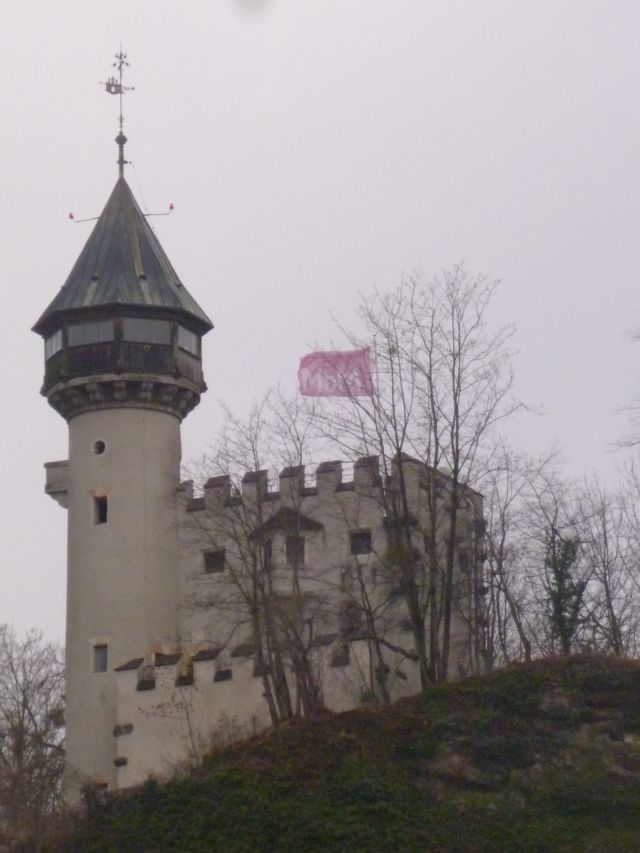
Turnul de apă de pe Mönchsberg
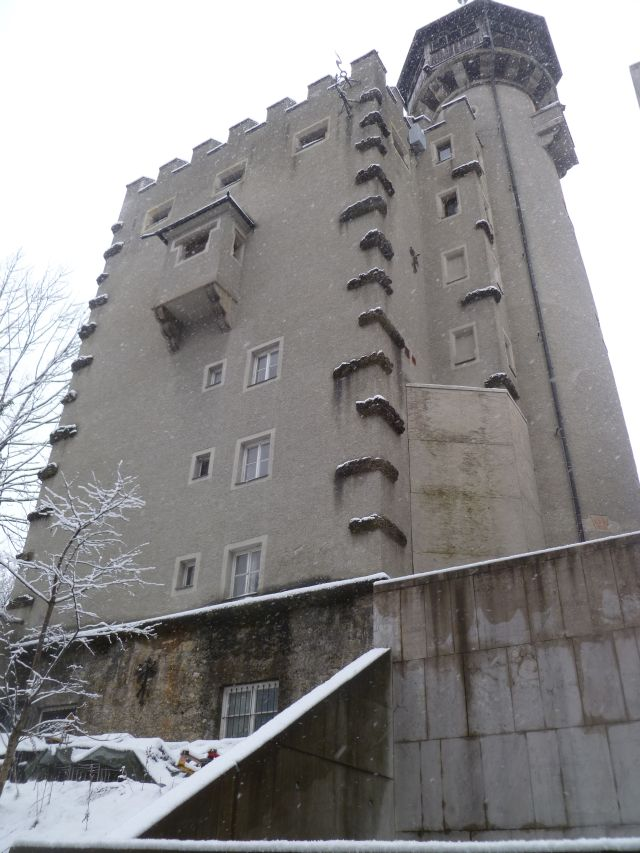
Turnul de apă: vedere dinspre vest
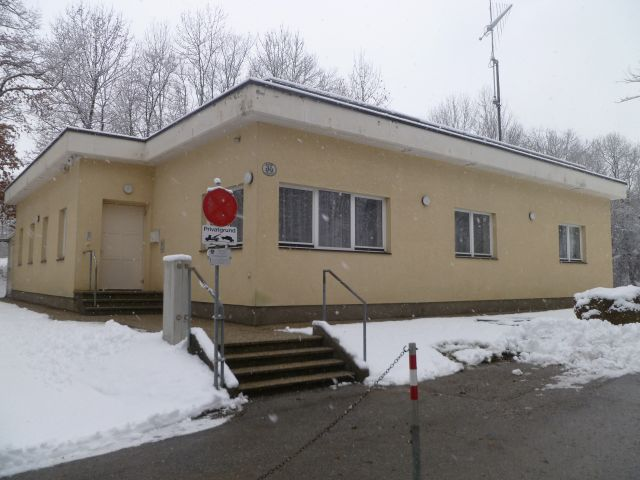
Casa transmiţătorului construită în 1930 lângă Turnul de apă